# Adineta cuneata
Adineta cuneata is een raderdiertjessoort uit de familie Adinetidae. De wetenschappelijke naam van deze soort is voor het eerst geldig gepubliceerd in 1916 door Milne.